# Ingo Mendel
Ingo Mendel, né le 24 juin 1960, à Menden, en Allemagne de l'Ouest, est un ancien joueur allemand de basket-ball. Il évolue durant sa carrière au poste de pivot.